# Orbec
Orbec település Franciaországban, Calvados megyében. Lakosainak száma 1963 fő (2022. január 1.). Orbec Saint-Martin-de-Bienfaite-la-Cressonnière, Saint-Germain-la-Campagne, La Vespière-Friardel és Livarot-Pays-d'Auge községekkel határos.

## Népesség
A település népességének változása:
| Lakosok száma | 3211 | 2832 | 2642 | 2422 | 2251 | 2152 | 2013 | 1967 | 1943 | 1963 |
|               | 1968 | 1982 | 1990 | 2006 | 2013 | 2015 | 2017 | 2019 | 2020 | 2022 |